# Elektroactief polymeer

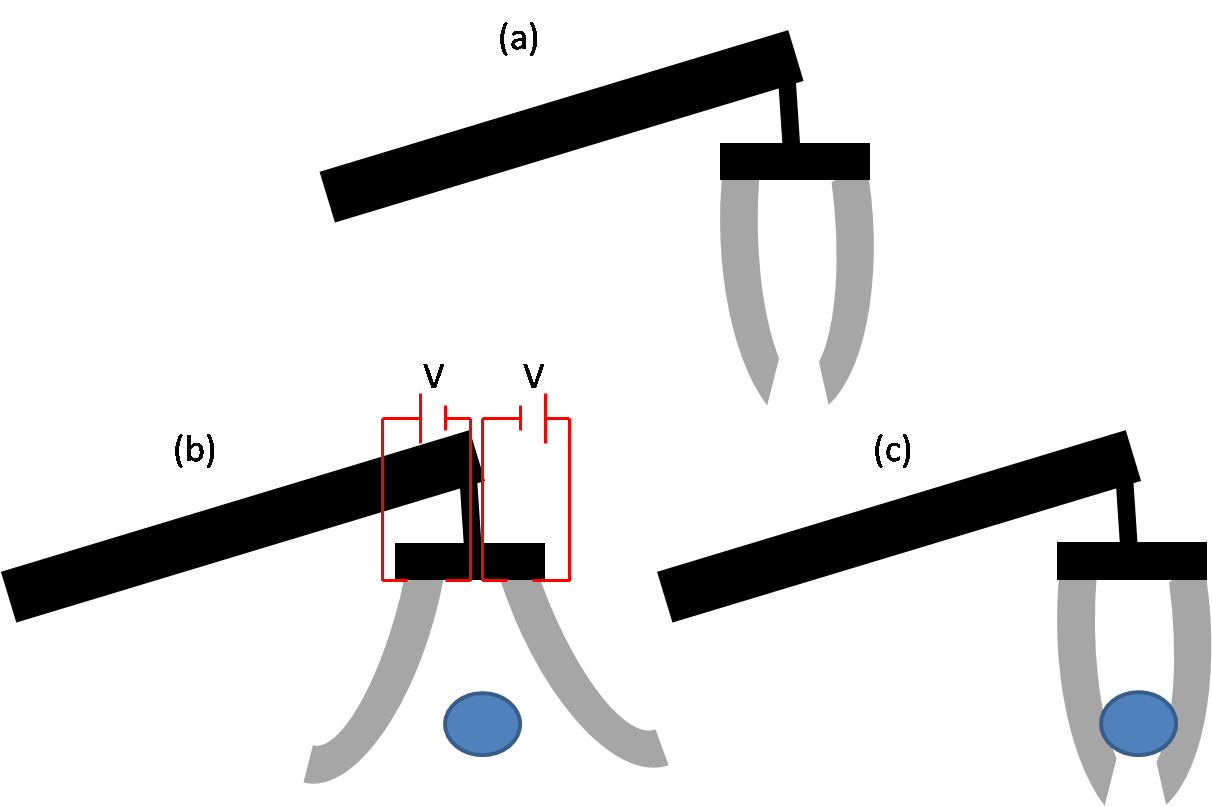
(a) Schetstekening van een EAP-grijpapparaat.
(b) Er wordt spanning aangelegd en de EAP-vingers vervormen om de bal los te laten.
(c) Wanneer de spanning wordt verwijderd, keren de EAP-vingers terug naar hun oorspronkelijke vorm en grijpen ze de bal vast

Een elektroactief polymeer (EAP) is een polymeer dat een verandering in grootte of vorm vertoont, wanneer het wordt gestimuleerd door een elektrisch veld. De meest voorkomende toepassingen van dit soort materiaal zijn actuatoren en sensoren. Een typische karakteristieke eigenschap van een EAP is dat ze een grote hoeveelheid vervorming zullen ondergaan terwijl ze grote krachten ondergaan.
De meeste historische actuatoren zijn gemaakt van keramische piëzo-elektrische materialen. Hoewel deze materialen grote krachten kunnen weerstaan, vervormen ze doorgaans slechts een fractie van een procent. Eind jaren negentig is aangetoond dat sommige EAP's een spanning van wel 380% kunnen vertonen. Dit is veel meer dan welke keramische actuator ook. Een van de meest voorkomende toepassingen voor EAP's is op het gebied van robotica, bij de ontwikkeling van kunstmatige spieren. Daarom wordt een elektroactief polymeer vaak een kunstmatige spier genoemd.

## Types
EAP kan verschillende configuraties hebben. Over het algemeen zijn ze verdeeld in twee hoofdklassen: diëlektrisch en ionisch.

### Diëlektrisch
Diëlektrische EAP's zijn materialen waarbij de activering wordt veroorzaakt door elektrostatische krachten tussen twee elektroden die het polymeer samenknijpen. Diëlektrische elastomeren zijn in staat tot zeer hoge spanningen. Ze zijn in wezen een condensator die zijn capaciteit verandert wanneer een spanning wordt aangelegd, door het polymeer in dikte te laten comprimeren en in oppervlakte uit te zetten als gevolg van het elektrische veld. Dit type EAP vereist doorgaans een grote activeringsspanning om hoge elektrische velden te produceren (honderden tot duizenden volt), maar een zeer laag elektrisch stroomverbruik. Diëlektrische EAP's hebben geen stroom nodig om de actuator op een bepaalde positie te houden. Voorbeelden zijn elektrostrictieve polymeren en diëlektrische elastomeren.

### Ionisch
Ionische EAP's zijn polymeren waarbij de activering wordt veroorzaakt door de verplaatsing van ionen in het polymeer. Er zijn slechts een paar volt nodig voor activering, maar de ionenstroom impliceert een hoger elektrisch vermogen dat nodig is voor activering. Er is energie nodig om de actuator op een bepaalde positie te houden. Voorbeelden van ionische EAPS zijn geleidende polymeren, ionische polymeer-metaalcomposieten (IPMC's) en responsieve gels. Nog een ander voorbeeld is een bucky-gelactuator, een door polymeer ondersteunde laag van polyelektrolytmateriaal bestaande uit een ionische vloeistof ingeklemd tussen twee elektrodelagen bestaande uit een gel van ionische vloeistof die koolstofnanobuisjes met enkelvoudige wand bevat.

## Vergelijking van diëlektrische en ionische EAP's
Diëlektrische polymeren kunnen hun geïnduceerde verplaatsing behouden, terwijl ze worden geactiveerd onder een gelijkspanning. Hierdoor kunnen diëlektrische polymeren worden overwogen voor roboticatoepassingen. Dit soort materialen hebben ook een hoge mechanische energiedichtheid en kunnen in lucht worden gebruikt zonder grote prestatievermindering. Diëlektrische polymeren vereisen echter zeer hoge activeringsvelden (>10 V/μm), die dicht bij het doorslagniveau liggen.
De activering van ionische polymeren vereist daarentegen slechts 1 à 2 volt. Ze moeten echter nat blijven, hoewel sommige polymeren zijn ontwikkeld als op zichzelf staande ingekapselde activatoren, waardoor ze in droge omgevingen kunnen worden gebruikt. Ionische polymeren hebben ook een lage elektromechanische koppeling. Ze zijn echter ideaal voor biomimetische apparaten.

## Toepassingen

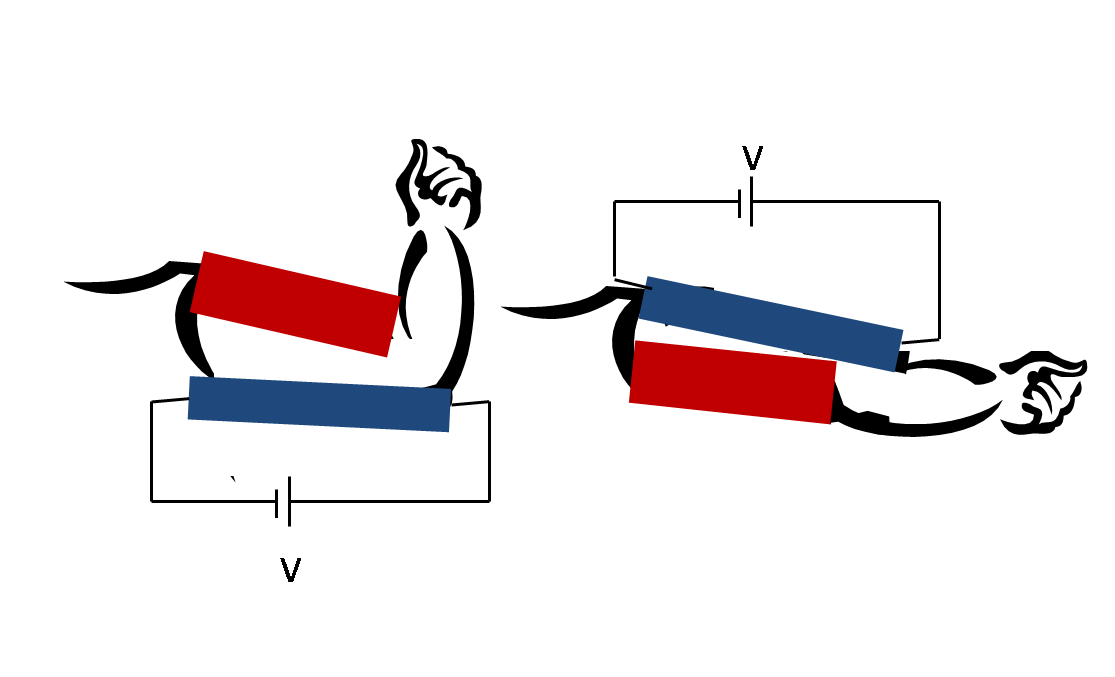
Schetstekening van een arm bestuurd door EAP's. Wanneer er spanning wordt aangelegd (blauwe spieren) zet het polymeer uit. Wanneer de spanning wordt verwijderd (rode spieren) keert het polymeer terug naar zijn oorspronkelijke toestand.

EAP-materialen kunnen in verschillende vormen worden vervaardigd, vanwege het gemak waarmee veel polymere materialen kunnen worden verwerkt. Hierdoor zijn ze zeer veelzijdige materialen. Een mogelijke toepassing voor EAP's is dat ze mogelijk kunnen worden geïntegreerd in micro-elektromechanische systemen (MEMS), om slimme actuatoren te produceren.

### Kunstmatige spieren
EAP's zijn in onderzoeksrichtingen gebruikt in kunstmatige spieren. Hun vermogen om de werking van biologische spieren met een hoge breuktaaiheid, grote bedieningsbelasting en inherente trillingsdemping na te bootsen, trekt de aandacht van wetenschappers op dit gebied.